# リトルダンサー (曲)
「リトルダンサー」は、日本の女性歌手グループ、SPEEDの20枚目のシングル。

## 解説
- DVD付とCDのみの2形態で発売。
- ジャケットは、タイトルにちなんでメンバーがバービーのような人形に扮している[1]。
- タイトル曲、カップリング曲ともにメンバーからの作曲依頼を受けBENNIE KのYUKIが"Jolly Roger"として初めてプロデュースした作品である。
- タイトル曲の「リトルダンサー」は2010年12月から2011年1月にかけてトステム住宅研究所「キッズデザインの家」のCM曲として使用され、2010年12月29日から着うたでのみ配信されていた。
- カップリング曲の「PRIDE」にはFeaturing ArtistとしてOHGA：大神が参加しているが、SPEEDが他アーティストとコラボするのはこの楽曲が初めてとなる。

## 収録曲

### CD
1. リトルダンサー（4:09）
（作詞・作曲・編曲・プログラミング：YUKI"Jolly Roger"）
  - トステム住宅研究所「キッズデザインの家」CM曲（2010年12月-2011年1月）。
  - YUKIは「それぞれのソロ活動を経て、再び結成された今現在のSPEEDさんの魅力を、目いっぱい詰め込んだ作品を作れたらと思い、制作させていただきました」とコメントしている[1]。
  - 歌詞には、自分たちがデビューするまでの軌跡と、現在ダンスを勉強している子供たちへのエールがこめられている[2]。
  - 振り付けは事務所の後輩であるDA PUMPのKENZOが手がけていて、KENZOは「一言でいうと、SPEEDさんらしさを追求した振り付けです。SPEEDさんは一人一人の素晴らしいARTIST性があって、1＋1＋1＋1＝∞になるグループなので、四人四色でそれが一つになった時に最高のGROOVEとして表現できるような振り付けをしました。ダンス的にはストリートダンスと呼ばれる様々なジャンルのニオイを残しつつ70年代から現在流行している踊りのエッセンスを取り入れた振り付けをしています。」、さらにPV撮影について「本人達は人前では言わないと思いますが、膝にアザできるほど練習をしていました。当日ヒロさんが熱があり撮影ができる状態ではなかったのですが、撮影がいざ始まるとメンバーそれぞれ、目つき変わりダンスを踊っていたことに僕は『この方達は本物だ』と肌で感じました。」とコメントしている[3]。
2. PRIDE feat.大神：OHGA（3:43）
（作詞：YUKI"Jolly Roger" & 大神：OHGA／作曲：YUKI"Jolly Roger"／編曲・プログラミング：Mine-Chang & YUKI"Jolly Roger"）
  - YUKIは「HipHopやR&Bの音楽を日本中へ広めたSPEEDさんと、私が思う、今現在の日本人男性RAPPERの中で、極めて高いスキルを持つRAPPERのひとりであるOHGA:大神さんが共同制作をしたら、きっと凄い事になる!と思い立ち、提案させて頂きました」とコメントしている[1]。
3. リトルダンサー -Instrumental-（4:09）
4. PRIDE feat.大神：OHGA -Instrumental-（3:40）

### DVD
1. リトルダンサー（music clip）
2. SPEEDWAY SP3 -music clip offshot-

## 参加ミュージシャン
リトルダンサー
- YUKI"Jolly Roger"：ギター
- DJ HI-KICK：スクラッチ

PRIDE feat.大神：OHGA
- 大神：OHGA：ラップ
- DJ HI-KICK：スクラッチ

## プロモーション活動

### テレビ出演
- オンタマ（2011年8月1日-8月5日放送、テレビ朝日）
- ハッピーMusic（2011年8月12日放送、日本テレビ）
- ミュージックフェア（2011年8月13日放送、フジテレビ）
- カミスン!（2011年8月15日放送、TBS）
- MUSIC JAPAN（2011年8月21日放送、NHK）

※音楽番組のみ

### ラジオ出演
- リッスン? 〜Live 4 Life〜（2011年8月11日放送、文化放送）
- テリー伊藤のってけラジオ（2011年8月14日放送、ニッポン放送）
- tre-sen（2011年8月16日放送、FM横浜）
- RADIO　DONUTS（2011年8月20日放送、J-WAVE）

## カタログ
- CD+DVD：AVCD-16238/B ￥1,890
- CDのみ：AVCD-16239 ￥1,050